# FS ALe 582
Die Triebwagen der Baureihen ALe 582 der italienischen Ferrovie dello Stato (FS) sind leichte Elektrotriebwagen, von denen Ende der 1980er Jahre 90 Stück beschafft wurden. Ihre Aufgabe war, die im Regionalverkehr auf den Nebenstrecken Süditaliens und in Sizilien immer noch eingesetzten Triebwagen aus der Zeit kurz vor oder nach dem Zweiten Weltkrieg zu ersetzen.

## Einsatz
Die Triebwagen haben nur einen Führerstand und werden deshalb immer mindestens mit dem zugehörigen Steuerwagen Le 562 eingesetzt. Es können zusätzlich ein bis zwei Zwischenwagen Le 763 oder Le 884 eingereiht werden. Die Fahrzeuge trugen anfangs den roten MDVE-Anstrich, der in den 1990er Jahren der grünen XMPR-Farbgebung wich.

## Technik
Die 1984 in Auftrag gegebenen Bestellung umfasste 90 Triebwagen, 68 Steuerwagen und 63 Zwischenwagen. Die Züge sind eine Weiterentwicklung der Triebwagen ALe 724, der Steuerwagen Le 884 und der Zwischenwagen Le 724, die Anfang der 1980er Jahre für den Nahverkehr der großen Städten beschafft wurden, und können mit diesen auch gemeinsam eingesetzt werden. Gegenüber den ALe 724 wurde die Front verändert, um die Sicherheit für das Fahrpersonal zu verbessern. Weiter wurde der Triebwagen für den Regionalverkehr mit einem Erstklassabteil versehen, sodass die Anzahl Sitzplätze im Triebwagen gegenüber der Vorgängerserie von 72 auf 58 sank. Im Steuerwagen ist ein WC untergebracht.
Die Triebwagen sind mit vier Fahrmotoren ausgerüstet, die über Chopper mit Energie versorgt werden. Die elektrische Bremse kann sowohl als Nutzbremse wie auch als Widerstandsbremse betrieben werden. Ein statischer Hilfsbetriebeumrichter erzeugt 380 V 50 Hz Wechselstrom zur Versorgung der Hilfsbetriebe.